# Arpa jarocha

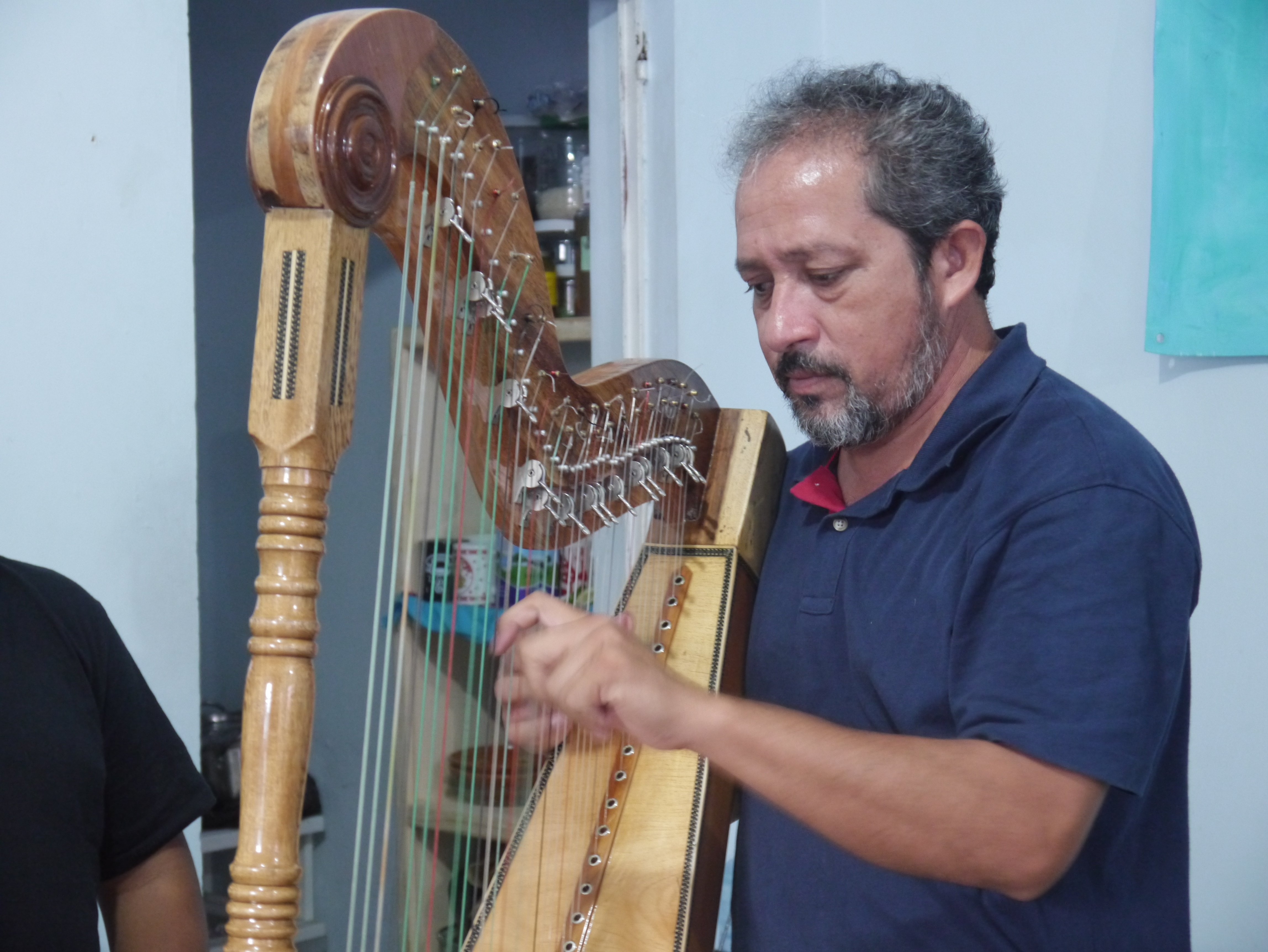
Octavio vega con su arpa jarocha

El arpa jarocha es un arpa de Veracruz, México, usada en la música de son jarocho.
Es un arpa de madera de 32 a 36 cuerdas afinadas diatónicamente en 5 octavas. El ejecutante toca la línea del bajo en cuerdas graves con una mano y con la otra ejecuta melodías en arpegios en cuerdas más agudas. El arpa introduce el tema melódico en el son y luego continúa proyectando un improvisado contrapunto a la línea vocal.

## Historia
El arpa jarocha, que desciende del arpa española, fue introducida en el siglo XVI durante la conquista de Hernán Cortés. Desde el siglo XX, y hasta hoy, es un instrumento indispensable en los conjuntos de son jarocho.

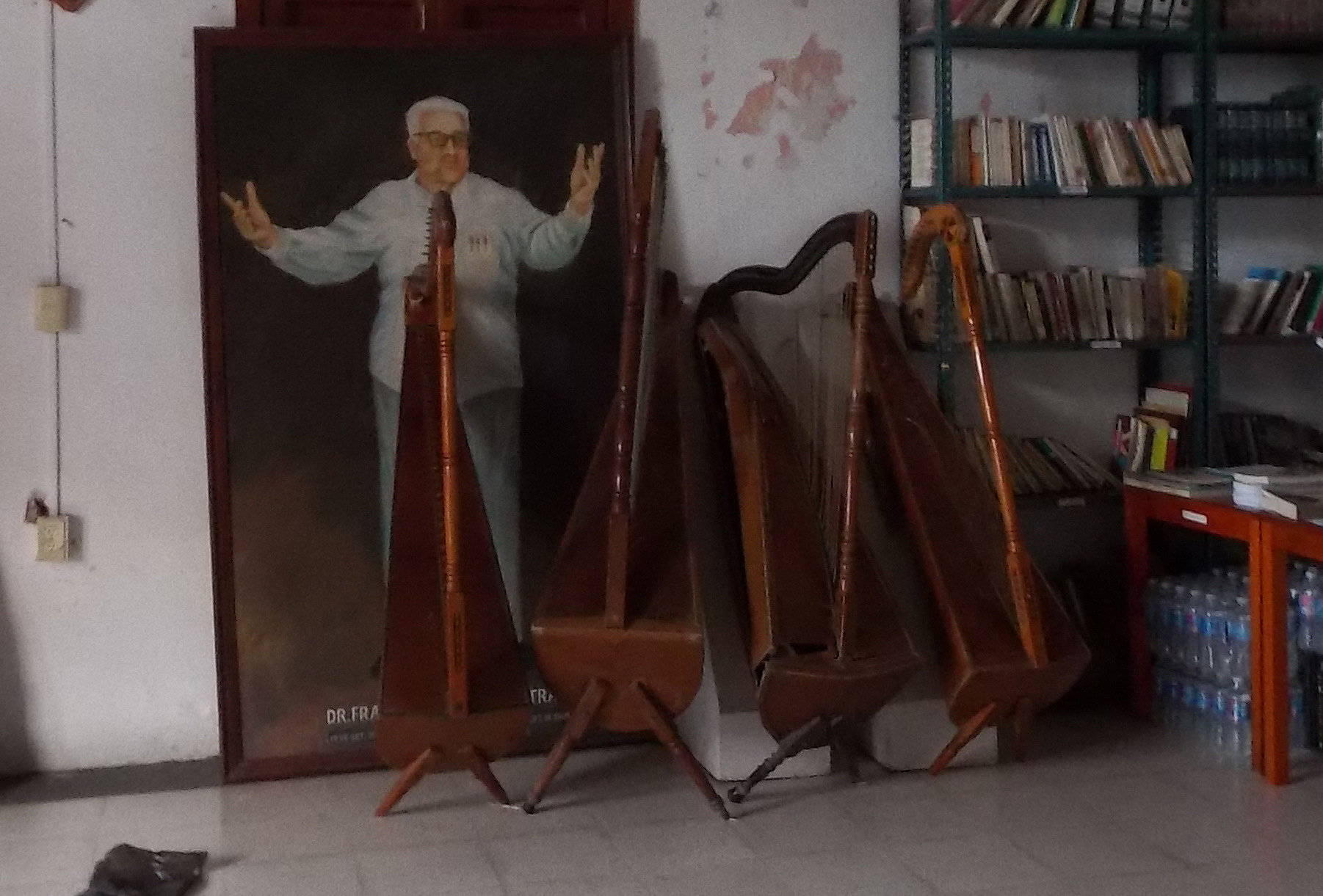
Arpas de Rutilo Parroquín